# Federico Gobbo
Federico Gobbo (Padova, 26 marzo 1974) è un linguista, filosofo e informatico italiano, attivo nei campi dell'interlinguistica, dell'esperantologia e della filosofia dell'informazione.

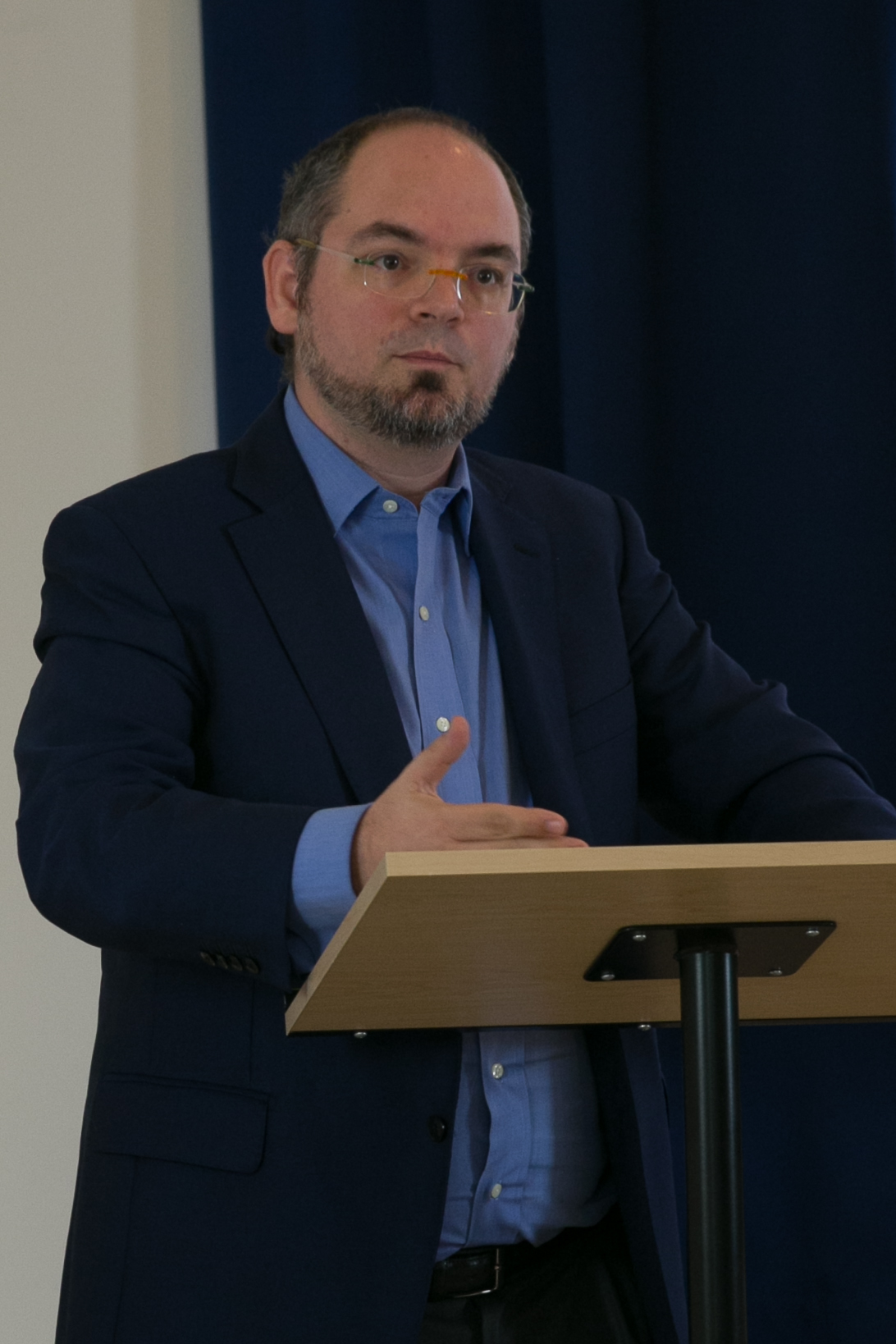
Gobbo nel 2016

Ambiti che ha studiato in modo particolare sono la pianificazione e le politiche linguistiche (lingue contestate, mobilità e multilinguismo), la linguistica costruttiva (argomentazione adposizionale, glottodidattica nel metodo Montessori) e la filosofia delle idee (filosofia dell'informazione).
Professore universitario, ha insegnato in Italia (Insubria, Milano-Bicocca, l'Aquila, Torino), in Cina (Nanchino) e nei Paesi Bassi (Amsterdam). Dal 2014 è professore d'interlinguistica ed esperanto all'Università di Amsterdam.
È membro di varie organizzazioni e associazioni, fra cui l'Associazione per la linguistica computazionale.
Dal 2013 è un corrispondente dell'Accademia dell'esperanto.
Il suo numero di Erdős è 4.

## Opere

### Libri
- Federico Gobbo, Fondamenti di interlinguistica ed esperantologia: Pianificazione linguistica e lingue pianificate, Milano, Raffaello Cortina, 2009, ISBN 978-88-7043-141-4.
- (EN) Federico Gobbo e Marco Benini, Constructive Adpositional Grammars: Foundations of Constructive Linguistics, Newcastle upon Tyne, Cambridge Scholars Publishings, 2011.
- Federico Gobbo, Analisi conversazionale costruttiva: per un’applicazione terapeutica, Monaco di Baviera, GRIN, 2011.
- (EO) Federico Gobbo, Amikaro: Lernolibro de Esperanto, Amsterdam, AnyBook Press, 2019.
- (EN) Federico Gobbo, Introduction to Interlinguistics, Monaco di Baviera, GRIN, 2020.